# TaleWorlds Entertainment
TaleWorlds Entertainment es una compañía desarrolladora de videojuegos independientes localizado en Ankara, Turquía, fundado en 2005. TaleWorlds es una marca oficial de la compañía de software İkisoft y ha estado desarrollando juegos de PC bajo la marca "TaleWorlds Entertainment" desde el 2005. El primer juego de la compañía, Mount & Blade, fue terminado en septiembre del 2008, su secuela, Mount & Blade: Warband fue lanzado el 29 de marzo de 2010, y su tercer juego fue Mount & Blade: With Fire & Sword fue lanzado el 3 de mayo de 2011.
Su estudio está localizado en la Universidad Técnica de Medio Oriente(METU)-Technopolis. El estudio actualmente está trabajando en el juego Mount and Blade II: Bannerlord cuando se confirmó en una entrevista de PC Gamer por el diseñador y productor Mikail Yazbeck.

## Historia
Taleworlds Entertainment fue fundada por Armağan Yavuz, quién estudió Informática en la Universidad de Bilkent. La idea de ser una compañía se hizo realidad después de que los videojugadores brindaran un fuerte apoyo a su proyecto de pasatiempo Mount & Blade, mientras que todavía estaba en su etapa beta. La compañía había empezado a vender copias de la versión beta del juego en línea, el cual financió el desarrollo de su primer juego, gracias a los ingresos de las ventas en línea.
Publicando su primer juego en 2008, Taleworlds Entertainment logró vender más de un millón de copias del juego, en todo el mundo, el cual trajo más de tres millones de dólares en ingresos. Esto ha superado todas las expectativas y motivó a la compañía para desarrollar su segundo Mount & Blade: Warband como la secuela al primer juego.
En 2014 Taleworlds estrena Mount & Blade: Warband en Nvidia Shield, y por primera vez, Taleworlds Entertainment publicó un juego en otra plataforma que el PC.
En 2014, un estudio de juego ruso nombró a Snowbird Games a publicar un RPG llamado "Caribe!", un juego de piratas RPG enfocado en el siglo XVII,El cual tiene lugar en el Caribe, desarrollado en el mismo motor de juego como Mount & Blade. Estos fueron los mismos desarrolladores que crearon la expansión Mount & Blade: Fire y & Sword.
Ya en 2012 Taleworlds Entertainment anunciaba que empezaban a trabajar en un nuevo título de la saga Mount & Blade ,"Mount & Blade II: Bannerlord",Tras una larga expectación, llegaría el 30 de marzo de 2020 un acceso anticipado en Steam y finalmente el 25 de octubre de 2022 llegaría el juego completo, Lanzandose en Xbox One, Xbox Series X, PS5,PS4,Xbox Series S y PC.

## Juegos Desarrollados
- Mount & Blade (2008)
- Mount & Blade: Warband (2010) 
  -  Mount & Blade: Warband - Napoleonic Wars (2012)
  -  Mount & Blade: Warband - Viking Conquest (2014)
- Mount & Blade: With Fire & Sword (2011)
- Mount & Blade II: Bannerlord (2022)